# 幅军起义
幅军起义为清朝咸丰、同治年间，在山东南部的反清起事。
大运河沿岸徐州、海州、宿迁、邳州、郯城、兰山、滕县、峄县的漕运船工用匹布分幅帕头，结成的秘密组织叫做幅党。咸丰年间因为黄河大改道，所以实行漕粮海运，失业船工多数加入幅党。咸丰十一年（1861年），捻军进入山东，幅党在峄县、滕县山区反清起义，打败清朝道员李麟遇和都统德楞额。僧格林沁率军来攻，幅军首领周韭被部下所杀。刘双印退至云谷山。1863年，刘双印突围，投奔邹县习文教。